# Liputan6.com
Liputan6.com je indonéský zpravodajský server. Je součástí sítě KapanLagi Youniverse. Jeho původním vlastníkem byla televizní stanice SCTV (součást mediální společnosti Surya Citra Media).
Server byl založen v roce 2000. Název webu pochází z názvu zpravodajského pořadu Liputan 6 vysílaného televizí SCTV.
Podle žebříčku Alexa Internet patří Liputan6.com mezi nejsledovanější webové stránky v Indonésii. Podle publikace The SAGE International Encyclopedia of Mass Media and Society se jedná o jeden z nejčtenějších zpravodajských serverů v Indonésii.